# Dendropemon coloratus
Dendropemon coloratus är en tvåhjärtbladig växtart som beskrevs av Ignatz Urban. Dendropemon coloratus ingår i släktet Dendropemon och familjen Loranthaceae. Inga underarter finns listade i Catalogue of Life.